# Антонинов вал
Антониновият вал (на латински: Vallum Antonini; на английски: Antonine Wall) е защитно укрепление, представляващо каменна стена с ров пред нея, което издигат древните римляни. То пресича днешна Централна Шотландия.
Изграждането на Антониновия вал започва през 142 година, по време на управлението на Антонин Пий, от Лолий Урбик и е завършено през 144 г. Валът се простира на 60 км. Той е трябвало да замести Адриановия вал на юг, като граница на римската провинция Британия, но докато римляните направили временни укрепления и лагери северно от стената, те не победили каледоните и Антониновият вал претърпял много атаки. По-късно, през 208 г., император Септимий Север възстановил част от стената.
Римляните наричали земята северно от стената Каледония, макар че в някои контексти думата може да означава и земята северно от Адриановия вал.
Въпреки че е разрушена от времето, останки от стената все още могат да се видят в отделни части на Шотландия.